# 江南桥
江南桥（平話字：Gĕ̤ng-nàng-giò），又名倉前橋，是中國福建省福州市的一座橫跨閩江的橋梁，連接閩江南岸的倉山區與閩江中央的中洲島，島北部則以萬壽橋與台江區相連。
今日倉山區與中洲島之間在宋代只有浮橋連接。元朝初年建立木橋，以方便行人通行。1751年（清乾隆十六年），閩江發大水，木橋被衝毀。福清人何際逑兄弟發起捐資，重修了一座長約108米的石橋，該橋為八墩九孔等跨的船形墩石橋。1930年，萬壽橋和江南橋路面拓寬改造，兩座橋同時被改為鋼筋混凝土橋梁。1971年進行大規模改建時，將江南橋與北面的萬壽橋（當時已被更名為解放大橋）連為一體，形成橋聯橋的獨特風格。
1992年11月，台江萬壽橋、江南橋被列為福州市文物保護單位，江南橋的年代為清代。1996年因橋面倒塌而重建，此後又於2004年再次重修，原有的舊橋石墩已不存。